# Abdelrahman al-Masatfa
Abdelrahman al-Masatfa (arabisch عبد الرحمن المصاطفة, DMG ʿAbd ar-Raḥmān al-Maṣāṭafa; * 26. Mai 1996) ist ein jordanischer Karateka. Er kämpft in der Gewichtsklasse bis 67 Kilogramm.

## Karriere
Abdelrahman al-Masatfa trat ab 2014 international im Erwachsenenbereich an und sicherte sich noch im selben Jahr bei den Asienspielen in Incheon seinen ersten Medaillengewinn. Dort ging er in der Gewichtsklasse bis 60 Kilogramm an den Start und belegte hinter Amir Madhi Zadeh den zweiten Platz. Vier Jahre darauf gelang ihm bei den Asienspielen in Jakarta erneut eine Podiumsplatzierung. Diesmal in der Gewichtsklasse bis 67 Kilogramm gewann er die Bronzemedaille. Ebenfalls 2018 schloss er die Asienmeisterschaften in Amman auf dem ersten Platz ab und wurde Asienmeister. Die Asienmeisterschaften 2019 in Taschkent beendete al-Masatfa in der Einzelkonkurrenz ebenso auf Platz drei wie 2021 in Almaty, wo er außerdem mit der Mannschaft Dritter wurde.
Für die 2021 ausgetragenen Olympischen Spiele 2020 in Tokio qualifizierte sich al-Masatfa für den Wettkampf in der olympischen Gewichtsklasse bis 67 Kilogramm über ein Qualifikationsturnier. In der Gruppenphase gelangen ihm in vier Kämpfen vier Siege, sodass er die Vorrunde als Erster überstand und ins Halbfinale einzog. Dort unterlag er Eray Şamdan mit 0:2 und erhielt damit automatisch die Bronzemedaille. Şamdan wurde schließlich Zweiter hinter Steven Da Costa, der Olympiasieger wurde. Die zweite Bronzemedaille ging an Darchan Assadilow.